# Adam Piotr Tarło
Adam Piotr Tarło herbu Topór (zm. przed 9 marca 1719 roku) – wojewoda lubelski w latach 1706–1719, stolnik koronny w latach 1703–1706, starosta stężycki w 1695 roku, starosta błoński, starosta janowski, lubelski, sołotwiński i nowiński, rotmistrz pospolitego ruszenia ziemi stężyckiej w 1696 roku.
Poseł sejmiku województwa sandomierskiego na sejm konwokacyjny 1696 roku. Po zerwanym sejmie konwokacyjnym 1696 roku przystąpił 28 września 1696 roku do konfederacji generalnej. W 1697 roku był elektorem Augusta II Mocnego z województwa sandomierskiego, jako deputat z województwa sandomierskiego podpisał jego pacta conventa. Poseł na sejm pacyfikacyjny 1699 roku z województwa podolskiego. Poseł na sejm 1701 roku i sejm z limity 1701-1702 roku z województwa sandomierskiego. W styczniu 1702 roku podpisał akt pacyfikacji Wielkiego Księstwa Litewskiego. Był uczestnikiem Walnej Rady Warszawskiej 1710 roku. 